# Hildeward von Halberstadt
Hildeward (auch Hildiward, Hilliward; † 25. November 996 in Halberstadt) war von 968 bis 996 Bischof von Halberstadt.

## Herkunft und Aufstieg
Nach älteren Angaben stammte er aus dem Haus der Grafen von Werl. Daher wird er teilweise auch als Hildeward von Werl bezeichnet. Andere Autoren meinen, dass er aus dem Umfeld der Immedinger stammte und der Sohn Erichs (auch Theoderich) († 941) gewesen sei. Auf jeden Fall stammte er aus einer führenden sächsischen Familie.
Sein Vater verlor als Beteiligter an einem gescheiterten Mordkomplott gegen Otto I. 941 sein Leben. Otto I. hat Hildeward dennoch gefördert und zu seinem Kaplan gemacht. Durch den Einfluss des Kaisers stieg Hildeward bis zum Dompropst am Dom zu Halberstadt auf. Auf Empfehlung seines Vorgängers Bernhard von Halberstadt wurde er nach dessen Tod zum Bischof gewählt und im Jahre 968 auf dem Stammestag in Werla von Hermann Billung als Stellvertreter des in Italien weilenden Königs zum Halberstädter Bischof erhoben. Die Einsetzung war nicht unproblematisch, da Hermann damit zum einen seine Kompetenzen überschritt und zum anderen einem Gegner der Pläne Ottos I. für ein Magdeburger Erzbistum in eine Position brachte, die die Einrichtung des Erzbistums absehbar hätten verhindern können. Tatsächlich bestätigte Otto I. die Einsetzung dann auch erst nach langwierigen Verhandlungen, für die Hildeward zum Kaiser nach Italien reisen musste.

## Zeit als Bischof

### Politische Ereignisse
Im Gegensatz zu seinem Vorgänger musste er die Errichtung des Erzbistums Magdeburg und des Bistums Merseburg auf der Synode von Ravenna anerkennen. Dadurch verlor das Bistum Halberstadt erhebliche Teile seines Gebietes. Als Entschädigung erhielt er andere Gebiete. Angeblich gehörten dazu auch die väterlichen Besitzungen. Außerdem erhielt er den Zehnten im Haßgau.
Im Jahr 983 war auch sein Territorium vom Slawenaufstand betroffen. Aufgrund der Abwesenheit des Erzbischofs verwaltete Hildeward im selben Jahr das Erzbistum Magdeburg. Vom Bistum Merseburg kamen 981 Teile ans Bistum Halberstadt zurück.
Hildeward förderte die wirtschaftliche Entwicklung in seinem Gebiet. Von Otto II. wurden dem Bistum Halberstadt Markt-, Zoll-, Münz- und Bannrechte übertragen. Diese wurden 988 von Otto III. bestätigt.

### Kirchliches Leben
In die Zeit von Hildeward fielen zahlreichen Klostergründungen. Dazu zählten Thankmarsfelde (971), Heckingen (980), Gerbstedt (986) und das Marienkloster in Quedlinburg (987). Im Jahr 994 erhielt das Kloster Hadmersleben, dass direkt vom Bischof kontrolliert wurde, reiche Schenkungen des Kaisers. Ein Jahr später gründete Hildeward das Kloster Stötterlingenburg.
Im Jahr 991 konnte Bischof Hildeward den von seinem Vorgänger begonnenen Neubau des Halberstädter Domes weihen.
Nach seinem Tod wurde er im Kreuzgang des Doms beigesetzt.